# CD86
CD86 — мембранный белок суперсемейства иммуноглобулинов, экспрессированный на антиген-представляющих клетках, который действует как ко-стимулирующий сигнал для активации и выживания T-лимфоцитов. Продукт гена CD86.

## Функция
Белок CD86 входит в суперсемейство иммуноглобулинов. Играет роль ко-стимулирующего сигнала, необходимого для пролиферации T-клеток и продукции интерлейкина-2. Является лигандом для рецепторов CD28 и CTLA-4. Может быть критически важным на ранних этапах активации T-клеток и ко-стимуляции наивных T-клеток, включая в момент выбора пути между иммунным ответом и отсутствием ответа (анергией), который, как правило, происходит в первые 24 часа после активации лимфоцита. Изоформа 2 белка блокирует образование кластера CD86 и, таким образом, действует как отрицательный регулятор клеточной активации.
Кроме этого, CD86 является, в свою очередь, рецептором для аденовирусов подгруппы B.

## Тканевая локализация
Белок экспрессируют B-клетки и моноциты.

## Структура и взаимодействия
CD86 состоит из 329 аминокислот, молекулярная масса 37,7 кДа. Является гомодимером. Содержит единственный трансмембранный фрагмент. Молекула содержит 2 иммуноглобулиновых домена (Ig-подобные домены типа C2 и V) и, таким образом, относится к белкам суперсемейства иммуноглобулинов. 
Взаимодействует с MARCH8.